# Tampa Bay Buccaneers 1990
La stagione 1990 dei Tampa Bay Buccaneers è stata la 15ª della franchigia nella National Football League.

## Scelte nel Draft 1990
|  | = Pro Bowler |

| Scelta | Giro     | Giocatore       | Ruolo         | College           |
| 4      | Round 1  | Keith McCants   | Linebacker    | Alabama           |
| 30     | Round 2  | Reggie Cobb     | Running Back  | Tennessee         |
| 87     | Round 4  | Jess Anderson   | Tight End     | Mississippi State |
| 108    | Round 4  | Tony Mayberry   | Center        | Wake Forest       |
| 114    | Round 5  | Ian Beckles     | Guard         | Indiana           |
| 141    | Round 6  | Derrick Douglas | Running Back  | Louisiana Tech    |
| 171    | Round 7  | Donnie Gardner  | Defensive End | Kentucky          |
| 224    | Round 9  | Terry Cook      | Defensive End | Fresno State      |
| 254    | Round 10 | Mike Busch      | Tight End     | Iowa State        |
| 281    | Round 11 | Terry Anthony   | Wide Receiver | Florida State     |
| 307    | Round 12 | Todd Hammel     | Quarterback   | Stephen F. Austin |

## Calendario
| Stagione regolare |                    |                        |                    |                    |                              |                    |                    |                    |
| Turno             | Data               | Avversario             | Risultato          | Ora                | Stadio                       | TV                 | Pubblico           | Record             |
| 1                 | 9/9/1990           | at Detroit Lions       | V 38–21            | 1:00               | Pontiac Silverdome           | CBS                | 56,692             | 1–0                |
| 2                 | 16/9/1990          | Los Angeles Rams       | S 35–14            | 1:00               | Tampa Stadium                | CBS                | 59,705             | 1–1                |
| 3                 | 23/9/1990          | Detroit Lions          | V 23–20            | 8:00               | Tampa Stadium                | TNT                | 55,075             | 2–1                |
| 4                 | 30/9/1990          | at Minnesota Vikings   | V 23–20 DTS        | 1:00               | Hubert H. Humphrey Metrodome | CBS                | 54,462             | 3–1                |
| 5                 | 7/10/1990          | at Dallas Cowboys      | S 14–10            | 1:00               | Texas Stadium                | CBS                | 60,076             | 3–2                |
| 6                 | 14/10/1990         | Green Bay Packers      | V 26–14            | 1:00               | Tampa Stadium                | CBS                | 67,472             | 4–2                |
| 7                 | 21/10/1990         | Dallas Cowboys         | S 17–13            | 1:00               | Tampa Stadium                | CBS                | 68,315             | 4–3                |
| 8                 | 28/10/1990         | at San Diego Chargers  | S 41–10            | 4:00               | Jack Murphy Stadium          | CBS                | 40,653             | 4–4                |
| 9                 | 4/11/1990          | Chicago Bears          | S 26–6             | 4:00               | Tampa Stadium                | CBS                | 68,555             | 4–5                |
| 10                | 11/11/1990         | at New Orleans Saints  | S 35–7             | 1:00               | Louisiana Superdome          | CBS                | 67,865             | 4–6                |
| 11                | 18/11/1990         | at San Francisco 49ers | S 31–7             | 4:00               | Candlestick Park             | CBS                | 62,221             | 4–7                |
| 12                | 25/11/1990         | at Green Bay Packers   | S 20–10            | 1:00               | Milwaukee County Stadium     | CBS                | 53,677             | 4–8                |
| 13                | 2/12/1990          | Atlanta Falcons        | V 23–17            | 1:00               | Tampa Stadium                | CBS                | 42,839             | 5–8                |
| 14                | Settimana di pausa | Settimana di pausa     | Settimana di pausa | Settimana di pausa | Settimana di pausa           | Settimana di pausa | Settimana di pausa | Settimana di pausa |
| 15                | 16/12/1990         | Minnesota Vikings      | V 26–13            | 1:00               | Tampa Stadium                | CBS                | 47,272             | 6–8                |
| 16                | 23/12/1990         | at Chicago Bears       | L 27–14            | 1:00               | Soldier Field                | CBS                | 46,456             | 6–9                |
| 17                | 30/12/1990         | New York Jets          | S 16–14            | 4:00               | Tampa Stadium                | NBC                | 46,543             | 6–10               |